# Allodontichthys tamazulae
El mexclapique Tamazula (Allodontichthys tamazulae), es un pez dulceacuícola endémico del estado de Jalisco. Esta especie pertenece a la familia Goodeidae, la cual está conformada por especies vivíparas, en su mayoría endémicas de México.

## Descripción
Es un pez de la familia Goodeidae del orden Cyprinodontiformes. Es un pez de cuerpo alargado y cilíndrico anteriormente, lateralmente comprimido en su parte posterior. La región sobre la línea lateral está ligeramente moteada con café oscuro. Presenta de 18 a 22 barras oscuras muy cortas a lo largo de la línea lateral, que se extienden hasta la parte inferior de la cabeza y la parte anterior de la aleta dorsal. En esa región hay de 7 a 10 barras irregulares que se extienden hacia abajo del vientre. La especie presenta un parche en forma de coma bajo la aleta pectoral y tres barras verticales claras sobre la aleta caudal. Este pez alcanza una talla máxima de 73 mm de longitud patrón. Es un carnívoro, se alimenta de insectos acuáticos. Su reproducción es vivípara; en cautiverio alcanza la madurez sexual en las tallas de 25-55 mm de longitud patrón y tiene camadas de hasta 30 crías que pueden medir entre 6 y 8 mm de longitud patrón.

## Distribución
Es una especie endémica de los ríos Tamazula y Tuxpan, aunque también se encuentra en las cuencas de los ríos Armería y Coahuayana, en el estado de Jalisco.

## Ambiente
Habita en arroyos pequeños rocosos, con corriente leve o moderada y a una profundidad máxima de 1 m. Es más común encontrarlos en zonas someras (0.5 m), entre y bajo las rocas de las áreas de corriente y de rápidos.

## Estado de conservación
Las poblaciones del mexclapique Tamazula han sido reducidas o eliminadas por el desecamiento de las cuencas y la contaminación, permaneciendo solamente en el 45% de las localidades con reportes históricos. Una de las poblaciones saludables remanentes se encuentra en el río Tamazula. Este pez endémico se encuentra enlistado en la Norma Oficial Mexicana 059 (NOM-059-SEMARNAT-2010) como especie en peligro de extinción (P); aún no ha sido evaluado por la Unión Internacional para la Conservación de la Naturaleza (UICN), por lo que no se encuentra en la Lista Roja.